# 涌谷町民バス
涌谷町民バス（わくやちょうみんバス）は、宮城県遠田郡涌谷町が運行するコミュニティバスである。
かつてはミヤコーバスが運行を受託しており、ミヤコーバス涌谷出張所廃止に伴い、2008年（平成20年）8月18日にミヤコーバス古川営業所へ移管された。2010年（平成22年）3月31日をもってミヤコーバス（古川営業所）への運行委託を終了。同年4月1日より仙北富士交通株式会社へ委託先が変更された。
仙北富士交通は町内（涌谷町太田字古川2-2）に本社を置く貸切バス・乗合バス事業者で、1998年（平成10年）3月に設立されたバス事業者である。

## 運行内容
- 運賃は均一運賃で、大人100円、小人50円[1]。
- 各種障害者手帳（身体障害者手帳、療育手帳、精神障害者保健福祉手帳）の提示により、本人と介護者（1人につき1人まで）が運賃無料となる[1]。
- 土休日および年末年始は運休となる[1]。

### マイ時刻表
免許返納後の高齢者など、路線バス利用に不慣れな町民のため、涌谷町社会福祉協議会（社協）では、利用者ひとりひとりの乗車時間や目的地などに合わせた「マイ時刻表」を作成するサービスを行っている。社協に申し込むとその人の利用実態に合わせ、ボランティアがパソコンで「マイ時刻表」を作成してくれるというものである。

### 全路線共通停留所
町民バスの全路線が停車する「全路線共通停留所」として、涌谷駅周辺の公共施設や医療機関、商業施設などがこれに含まれる。涌谷駅前、涌谷町役場、涌谷郵便局、涌谷公民館、高齢者総合福祉施設「ゆうらいふ」（涌谷町社会福祉協議会が運営）、宮城県涌谷高等学校、涌谷町町民医療福祉センター（涌谷町国民健康保険病院）、岡本病院、温泉施設「わくや天平の湯」、イオンスーパーセンター涌谷店、ヨークベニマル涌谷店などが該当する。

## 現行路線
小里循環線
ヨークベニマル前 - 涌谷駅前 - （公民館前 - ）元涌谷 - イオンスーパーセンター - （わくや天平の湯 - ）涌谷高校前 - 成沢 - 小里 - 岸ヶ森大橋 - 長根貝塚 - 松崎公会堂 - 小里 - 菅の沢 - 天平ろまん館前 - 涌谷高校前 - （わくや天平の湯 - ）イオンスーパーセンター - 元涌谷 - （公民館前 - ）涌谷駅前 - ヨークベニマル前
- 成沢回りと菅の沢回りがある。
- 小里 - 長根貝塚 - 岸ヶ森大橋間はフリー区間。

上郡循環線
ヨークベニマル前 - 涌谷駅前 - （公民館前 - ）元涌谷 - イオンスーパーセンター - （わくや天平の湯 - ）涌谷高校前 - 元涌谷 - 涌谷中学校前 - 尼坂 - 上地区コミュニティセンター前 - 追波 - 涌谷中学校前 - 涌谷高校前 - （わくや天平の湯 - ）イオンスーパーセンター - 元涌谷 - （公民館前 - ）涌谷駅前 - ヨークベニマル前
- 午後便（3便）の尼坂 - 追波間は逆回り（追波先回り）。
- 尼坂 - 追波間はフリー区間。

箟岳山線
ヨークベニマル前 - 涌谷駅前 - 公民館前 - 元涌谷 - イオンスーパーセンター - （わくや天平の湯 - ）涌谷高校前 - 箟峯寺 - 箟岳白山小学校 - JA箟岳支店前
ヨークベニマル前→涌谷駅前→公民館前→イオンスーパーセンター→涌谷高校前→岸ヶ森大橋→涌谷高校前（朝の1本のみ）
二の袋線
ヨークベニマル前 - 涌谷駅前 - 公民館前 - 元涌谷 - イオンスーパーセンター - （わくや天平の湯 - ）涌谷高校前 - 元涌谷 - 涌谷駅前 - 二の袋 - 上涌谷 - 三十軒
花勝山線
ヨークベニマル前 - 涌谷駅前 - 元涌谷 - イオンスーパーセンター - （わくや天平の湯 - ）涌谷高校前 - 元涌谷 - 涌谷駅前 - 公民館前 - 小山 - 金山 - 花勝山 - 三軒屋敷
- 小山 - 金山 - 小山間はフリー区間。

箟岳線
（猪岡経由）ヨークベニマル前 - 涌谷駅前 - （公民館前 - ）元涌谷 - イオンスーパーセンター - （わくや天平の湯 - ）涌谷高校前 - 一本杉 - 小塚 - 新酌子 - 笠石 - 猪岡短台 - 吉住 - 箟岳白山小学校 - JA箟岳支店前 - 生栄巻生活センター
（大谷地経由）ヨークベニマル前 - 涌谷駅前 - （公民館前 - ）元涌谷 - イオンスーパーセンター - （わくや天平の湯 - ）涌谷高校前 - 一本杉 - 小塚 - 新酌子 - 笠石 - 猪岡短台 - 丸山 - ののだけ駅前 - 大谷地集落センター - 吉住 - 谷地太田 - JA箟岳支店前 - 生栄巻生活センター
- 一本杉 - 小塚間、新酌子 - 笠石間、丸山 - 吉住 - 谷地太田 - JA箟岳支店前 - 生栄巻生活センター間はフリー区間。

## 過去の路線
以下の路線データはミヤコーバス時代のもの。
二の袋線
- 涌谷出張所 - 涌谷町役場前 - わくや天平の湯 - 公民館前 - 上涌谷 - 三十軒

上郡循環線
- 涌谷出張所 - 公民館前 - わくや天平の湯 - 涌谷中学校前 - 尼坂 - 上郡沢 - 追波 - 涌谷中学校前 - わくや天平の湯 - 公民館前 - 涌谷出張所

小里循環線
- 涌谷出張所 - 公民館前 - わくや天平の湯 - 成沢 - 小里 - 脇 - 長根貝塚 - 松崎公会堂 - 小里 - 菅の沢 - わくや天平の湯 - 公民館前 - 涌谷出張所
  - 「長根貝塚」停留所は、ミヤコーバス大貫線（古川・田尻方面）の「下長根」停留所と同一であるが乗換は難しい。

花勝山線
- 涌谷出張所 - 涌谷町役場前 - わくや天平の湯 - 公民館前 - 花勝山 - 三軒屋敷

箟岳線
- 涌谷出張所 - 公民館前 - わくや天平の湯 - 短台 -（ののだけ駅前） - 吉住 - 新田会館前/箟岳中学校 - 生栄巻センター

## 車両
仙北富士交通カラーの小型バス、マイクロバスが使用される。町民バス専用車両は乗合登録されており、車体には「町民バス」と書かれている。方向幕を装備していないため、行先表示や経由地はマグネットステッカーを貼って表示している。
車種は、日野・リエッセ、日野・リエッセII、三菱ふそう・ローザが使用されている。